# Тесалија
Тесалија (грч. Θεσσαλία []) је област са највећом равницом у Грчкој чија је површина максимално искоришћена и интензивно се обрађује. Окружена је планинским венцима Пинда, Отриса, Пилиона, Оса, Олимпа и Аграфа. Река Пиниос вијуга дуж целе равнице, док на северу протиче поред славног теснаца Темпи.
Археолошка истраживања која су извршена на разним местима дуж целе Тесалије доказала су да је ова област настањена пре неких 10.000 година. Остаци из Великог Старог и Новог каменог доба, откривени су у селима Сеско, Димини, Јолкос и др. Више од сто праисторијских насеља откривено је на тлу Тесалије. Становници ове области (3000-3100. година п. н. е.) називали су се Ејоли, Алмони, Минији, Боети, Ахајци, Хелени, Мирмидони и др. Цела област била је подељена у четири регије назване Пелазљотис, Теласљотис, Естијаотис и Фтиотис. Планинске регије биле су Перавија, Долопија и Магнисија.

## Историја
У класичном периоду Тесалија је покушавала да задржи своју независност и остане ван савеза осталих грчких градова. За време Пелопонеског рата већина тесалијских градова се обогатила, продајући истовремено коње и пољопривредне производе обема зараћеним странама, и Атињанима и Спартанцима. Македонски краљ Филип II окупирао је 352. године п. н. е. Тесалију, али је 197. године п. н. е. област потпала под власт Римљана.
Током византијског периода била је засебна област и трпела је сталне упаде варвара. Након освајања Константинопоља од стране Латина област је подељена у феуде којима су владали племићи. Тек 1230. године ослобађа је Теодор Анђео, владар Епира. Тесалију су 1309. године заузели и опустошили Каталонци, а касније и Албанци. У 14. веку постаје српска провинција.
Од 14. века Турци су безуспешно покушавали да је освоје, да би у томе коначно успели тек 1420. године. Тесалија се ослободила турске власти 1881. године, осим области Еласоне, која је коначно уједињена са Грчком 1912. године.